# Плая-де-лас-Америкас

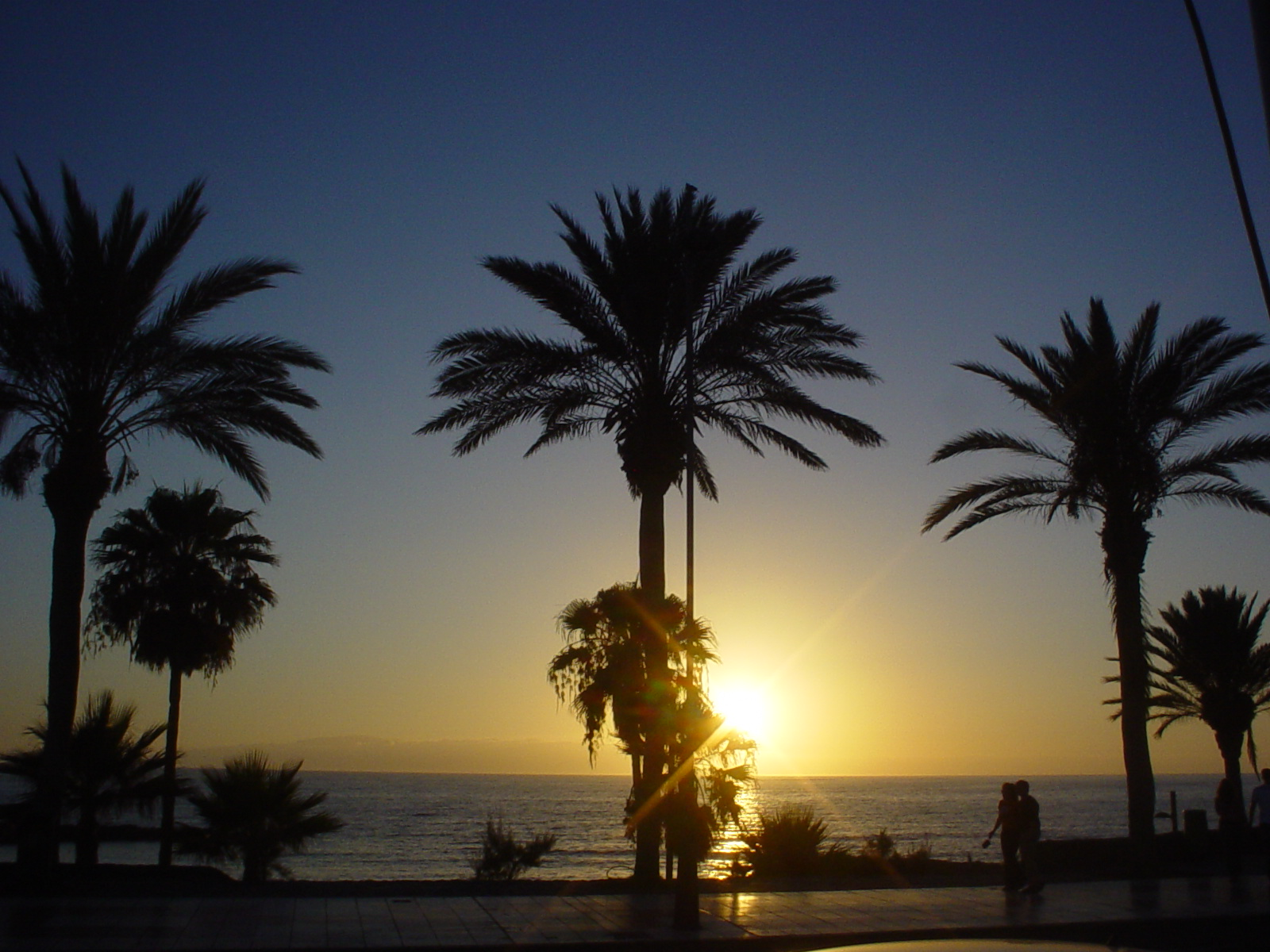
Заход солнца в Плая-де-лас-Америкас

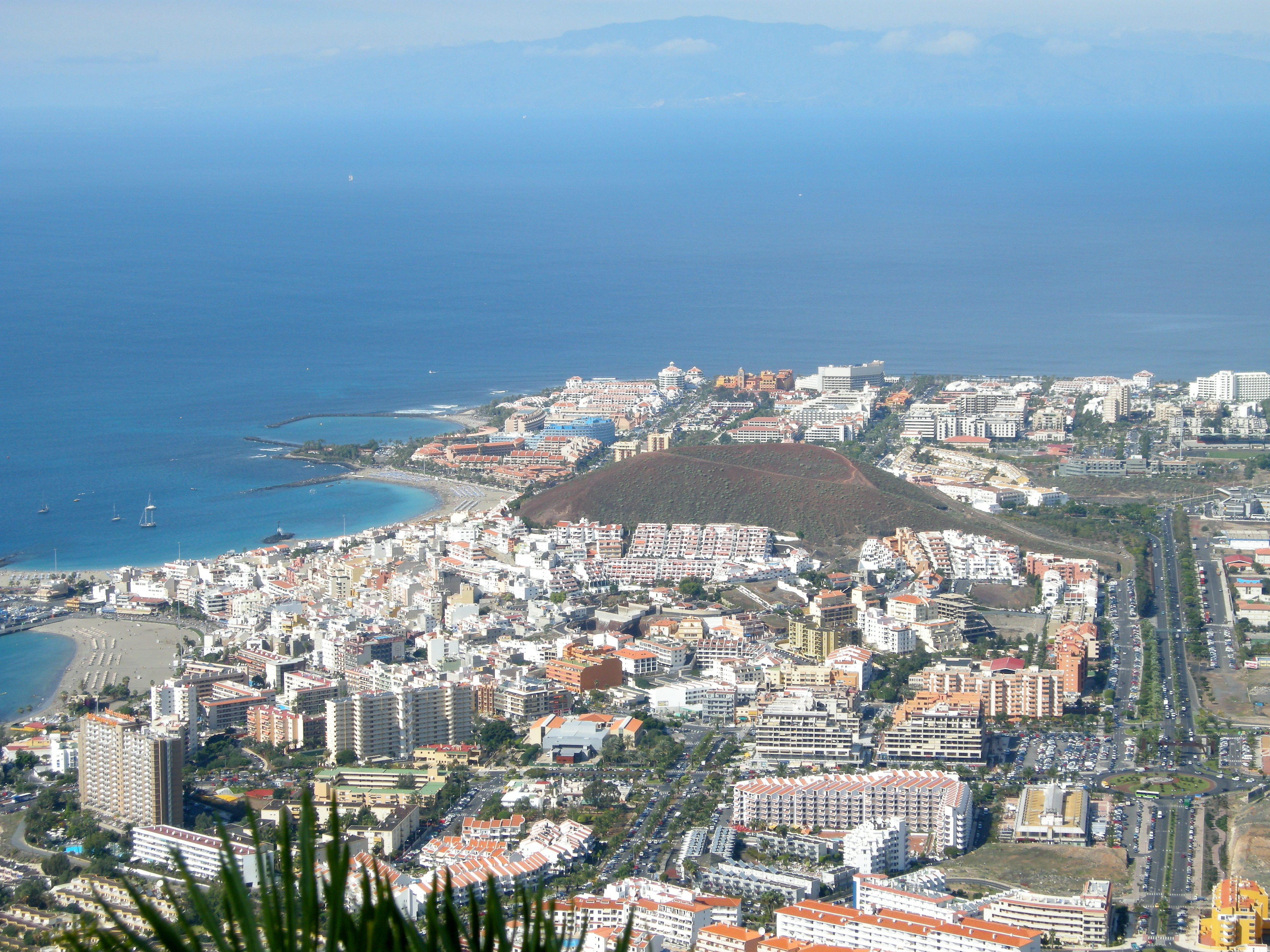
Вид на Плая-де-лас-Америкас и Лос-Кристианос с Монтаньи-де-Гуазы

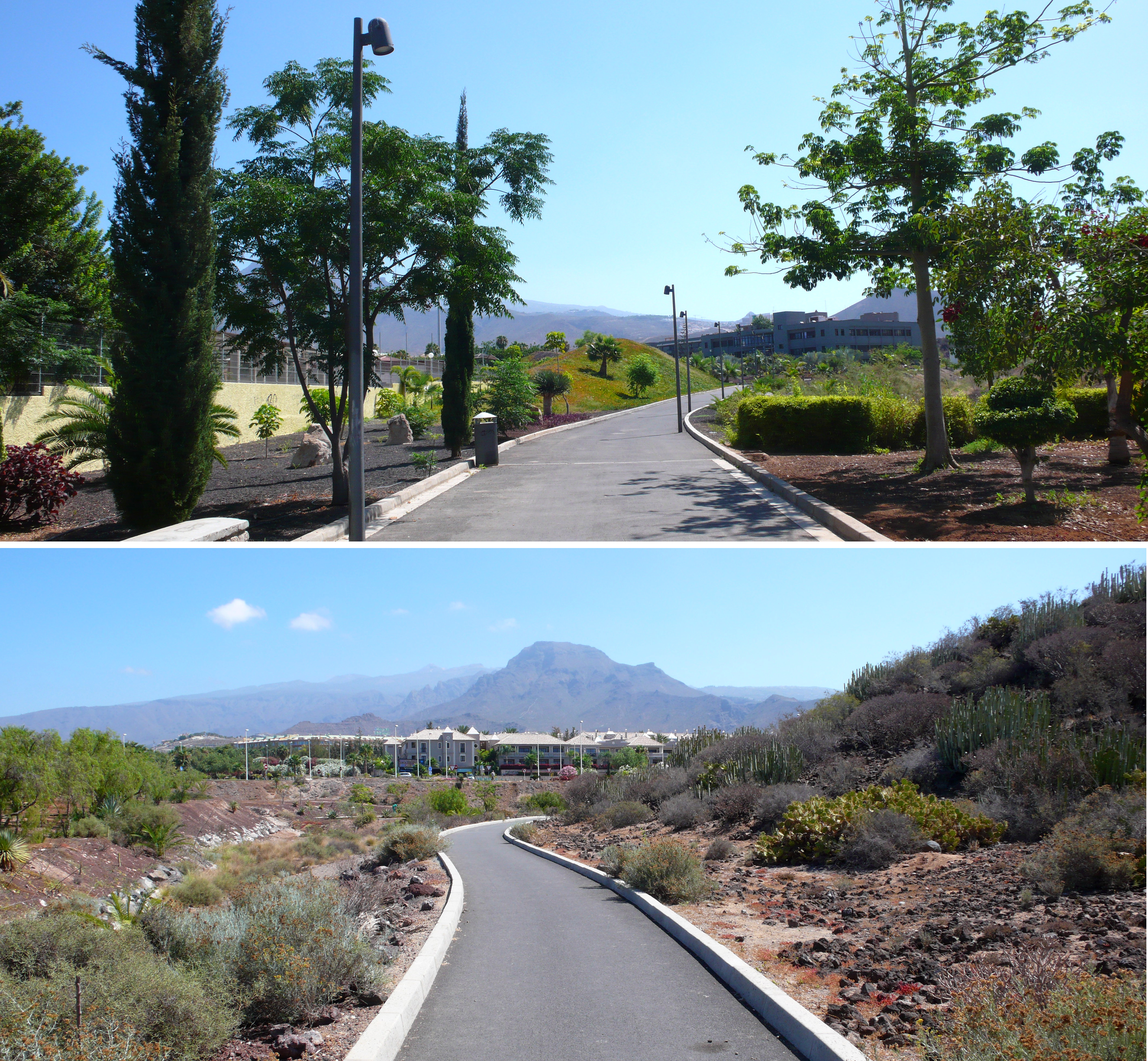
Центральный парк Ароны

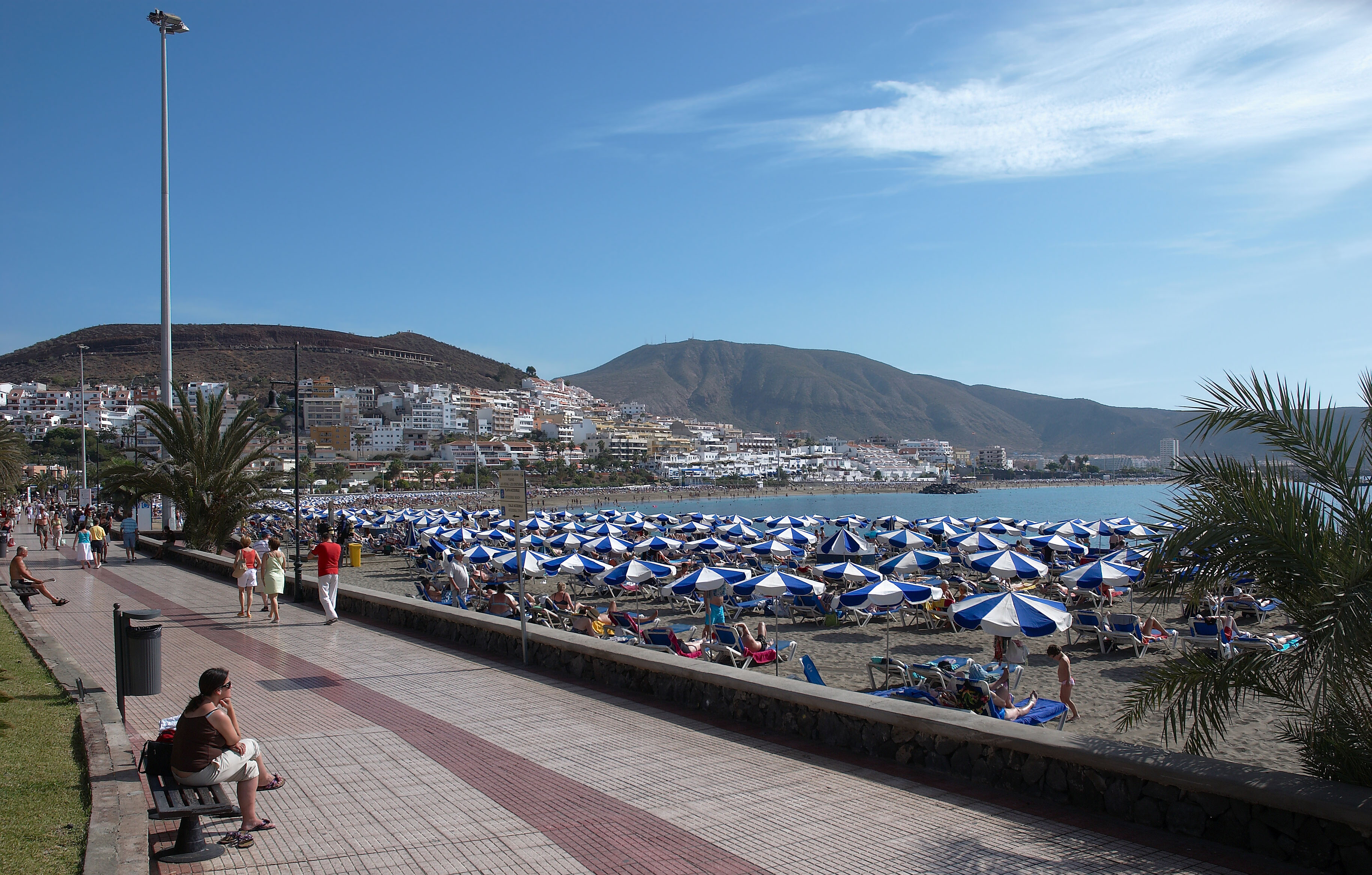
На одном из пляжей Плая-де-лас-Америкас

Пла́я-де-лас-Аме́рикас (исп. Playa de las Américas, «пляж Америк») — специально построенный курорт в южной и юго-западной части муниципалитета Ароны, гранича с соседним муниципалитетом Адехе на западе острова Тенерифе, одного из Канарских островов. Курорт был построен в 1960-е годы рядом с городом Лос-Кристианос и тянется на северо-запад вплоть до Коста-Адехе. Курортная зона включает в себя бары, ночные клубы, рестораны, аттракционы и пляжи, большинство из которых искусственные с завезённым из Африки песком, так как местный песок чёрный вулканического происхождения.
Плая-де-лас-Америкас — центр ночной жизни Тенерифе.

## Центральный парк Ароны
Центральный парк Ароны — общественный парк, площадью 42 000 квадратных метров. Он включает в себя несколько площадок, в том числе и игровых, места для парковок и коллекцию из тропических и канарского происхождения растений.
Парк располагается в центре Плая-де-лас-Америкас возле футбольного стадиона. Он граничит с учебными заведениями, судебным зданием, госпиталем и жилыми зданиями.